# Ha én zászló volnék
Koncz Zsuzsa Ha én zászló volnék című gyűjteményes CD-je 2009-ben jelent meg az azonos című DVD-vel együtt. Koncertek élő felvételeit tartalmazza.

## Az album dalai
1. Ég és föld között
2. Egyveleg
3. Amikor (Bródy Jánossal)
4. Egyveleg
5. Hajszálak (Tolcsvay Lászlóval)
6. Bolyongok
7. Vörös Rébék
8. Vándorcirkusz (Somló Tamással)
9. Levél a távolból
10. Csodálatos világ (Cipővel)
11. Ki nevet a végén
12. Osztálykirándulás (Presser Gáborral és Sztevanovity Zoránnal)
13. Szabadság (részletek)
14. Ha én rózsa volnék

## Külső hivatkozások
- allmusic adatbázis Archiválva 2021. május 12-i dátummal a Wayback Machine-ben